# ECO Media TV-Produktion
Die ECO Media TV-Produktion GmbH ist eine deutsche Fernsehproduktionsfirma mit Sitz in Hamburg.

## Geschichte
Die ECO Media TV-Produktion GmbH wurde 1997 von Stephan Lamby in Hamburg gegründet. Sie stellt vor allem Dokumentationen zu Politik, Wirtschaft, Geschichte, Kultur und Wissenschaft her. Auftraggebende Sender in Deutschland sind vor allem ARD, ZDF, Arte und 3sat. ECO-Media-Produktionen werden auch international vertrieben.
Am 11. November 2014 begann die Firma die journalistische Videoplattform dbate.de, auf der primär über das Internet recherchierte Medieninhalte themenbezogen zusammengefasst werden und sich Zuschauer in die Entwicklung der neuen Formate explizit einmischen sollen.

## Produktionen (Auswahl)

### TV-Biografien
- 2007 fortlaufend: Reihe Duelle, ARD
- 2004: Helmut Kohl – ein deutscher Kanzler, Autoren: Stephan Lamby, Michael Rutz, ARD
- 2004: Fidel Castro – ewiger Revolutionär, Autoren: Stephan Lamby, Volker Skierka, ARD
- 2005: Joschka Fischer – sieben Jahre zwischen Krieg und Frieden, Autor: Stephan Lamby, Phoenix
- 2008: Henry Kissinger – Geheimnisse einer Supermacht, Autor: Stephan Lamby, Arte
- 2008: Merkels Macht, Autoren: Stephan Lamby, Michael Rutz, ARD
- 2009: Marion Dönhoff – die Gräfin aus Ostpreußen, Autor: Ingo Helm, ARD
- 2010: Steinbrücks Blick in den Abgrund, Autor: Stephan Lamby, ARD
- 2011: Auf der Suche nach Peter Hartz, Autor: Lutz Hachmeister, ARD
- 2012: Kurt Georg Kiesinger – der vergessene Kanzler, Autor: Ingo Helm, ARD
- 2015: Hans Filbinger – Eine Karriere in Deutschland, Autor: Ingo Helm, ARD[3]
- 2015: Schäuble – Macht und Ohnmacht, Autor: Stephan Lamby, ARD[4]
- 2018: ZDF History: Walter Ulbricht – Das Doppelleben des DDR-Diktators, Autorin: Sonja von Behrens, ZDF[5]

### Aktuelle Dokumentationen
- 2009: Der große Rausch – Ein Investmentbanker packt aus, Autor: Stephan Lamby, ARD
- 2012: Retter in Not – Wie Politiker die Krise bändigen wollen, Autor: Stephan Lamby, ARD
- 2012: Schlachtfeld Politik – die finstere Seite der Macht, Autor: Stephan Lamby, ARD
- 2012: Der Domino-Effekt – kippt der Euro? Autoren: Stephan Lamby, Michael Wech, ZDF/Arte
- 2012: Was macht Merkel? Die Kanzlerin in der Eurokrise, Autoren: Stephan Lamby, Michael Wech, ARD
- 2013: Ich gebe Ihnen mein Ehrenwort – Lüge und Wahrheit in der Politik, Autor: Stephan Lamby, ARD
- 2016: Schöne neue Welt – Wie Silicon Valley unsere Zukunft bestimmt, Autoren: Angela Andersen, Claus Kleber, ZDF[6]
- 2015: Flucht nach Europa, ARTE, Gemeinschaftsproduktion von ECO Media, SPIEGEL TV und Kobalt Productions GmbH[7]
- 2015: Den Tod auf der Schippe – Die wahren Tatortreiniger, Autor: Eric Friedler, NDR[8]
- 2016: Die Kirche und das Geld, Autor: Michael Wech, ARTE[9]
- 2016: Whistleblower – Die Einsamkeit der Mutigen, Autor: Sebastian Bellwinkel, ARD[10]
- 2016: Mensch Erdogan! Die Geheimnisse des türkischen Präsidenten, Autorinnen: Nadja Kölling, Caroline Reiher, ZDF[11]
- 2017: Nervöse Republik – Ein Jahr Deutschland, Autor: Stephan Lamby, ARD[12]
- 2017: Das Duell – Merkel gegen Schulz, Autor: Stephan Lamby, ARD[13]
- 2018: Im Labyrinth der Macht – Protokoll einer Regierungsbildung, Autor: Stephan Lamby, ARD[14]

### Zeitgeschichte
- 2005: Die Geschichte Norddeutschlands, Autoren: Ingo Helm, Christoph Weinert, NDR
- 2009: Der große Crash. Die Krise 1929, Autor: Gerold Hofmann, ARD
- 2010: Sturm auf die Stasi, Autor: Matthias Unterburg, ARD
- 2011: Wir Reiseweltmeister, Autoren: Martin Groß, Tom Ockers, Jobst Thomas, ARD
- 2012: Der große Euroschwindel. Wenn jeder jeden täuscht, Autor: Michael Wech, ARD
- 2012: Rommel – die Dokumentation, Autor: Thomas Fischer, ARD
- 2015: Helmut Kohl – das Interview. Teil 1: Aufstieg und Macht. Teil 2: Triumph und Abgründe, ARD[15]
- 2015: Das Erbe der Nazis: 5-teilige Reihe, Autoren: Sonja von Behrens, Heinrich Billstein, Dominic Egizzi, Michael Fräntzel, Jobst Thomas, ZDFinfo[16]
- 2016: Vater – Mutter – Hitler. Vier Tagebücher und eine Spurensuche, Autor: Tom Ockers, ARD[17]
- 2016: Das Duell ums Weiße Haus – Große Wahlkämpfe, Autor: Ingo Helm, ARTE[18]
- 2016: Der Fall Biermann – Mit der Gitarre gegen die Staatsmacht, Autor: Heinrich Billstein, ARD[19]
- 2016: Ein Foto erzählt Geschichte: „Domenica und die Suche nach Liebe“, Autor: Jobst Thomas, NDR[20]
- 2016: Ein Foto erzählt Geschichte: „Allein unter Männern“, Autor: Frank Zintner, NDR[21]
- 2017: Ein Foto erzählt Geschichte: „Schill und von Beust – Duell im Rathaus“, Autor: Heinrich Billstein, NDR[22]
- 2017: Stammheim – Die RAF vor Gericht, Autoren: Thomas Schuhbauer und Sonja von Behrens, ARD[23]

### Investigative Dokumentationen
- 1998: Der Topagent. Das geheime Leben des Werner Mauss, Autor: Stephan Lamby, ARD
- 2003: Die Abzocker des 11. September, Autor: Michael Wech, ARD
- 2007: Fifa. Macht und Machenschaften, Autoren: Dominic Egizzi, Gerold Hofmann, ARD
- 2007: Der Tod des Uwe Barschel, Autoren: Patrik Baab, Andreas Kirsch, Stephan Lamby, ARD
- 2010: Der große Nebenverdienst – Korruption in Deutschland, Autoren: Klaus Balzer, Dominic Egizzi, ARD
- 2012: Die Tricks der Versicherer, Autor: Dominic Egizzi, ZDF
- 2012: Beraten und Verkauft – Milliardengeschäft Vermögensberatung, Autor: Dominic Egizzi, ZDF
- 2013: Unheimliche Geschäfte – Die Skandale der Deutschen Bank, Autor: Ulrich Stein, ZDF
- 2013: Tödliche Deals – Deutsche Waffen für die Welt, Autoren: Dominic Egizzi, Carsten Binsack, ZDF
- 2015: Der Fall Deutsche Bank – Abstieg eines Geldhauses, Autor: Dirk Laabs, ZDF[24]
- 2013: Töten per Joystick – Der Krieg aus der Distanz, Autoren: John A. Kantara, Michael Fräntzel, ARD
- 2015: Der große Steuerbetrug – Die Erlebnisse des Whistleblowers Lutz Otte, Autor: John A. Kantara, ARD[25]
- 2015: Die Volkswagen-Story – Wie ein Konzern seinen guten Ruf verspielte, Autoren: Britta Reuter, Carsten Binsack und Maik Gizinski, ARD[26]
- 2017: Inside Deutsche Bank – Gigant ohne Zukunft?, Autor: Dirk Laabs, ZDF[27]
- 2017: Bimbes – Die schwarzen Kassen des Helmut Kohl, Autoren: Stephan Lamby, Egmont R. Koch, ARD[28]

### Kultur und Wissenschaft
- Folgen für Terra Xpress (ZDF) und hitec (3sat) fortlaufend
- 2006: Oliver Stone – Hollywoods Lieblings-Rebell, Autor: Stephan Lamby, Arte
- 2010: Terra X – Atlantis der Nordsee, Autorin: Gabriele Wengler, ZDF
- 2011: Senta Berger, Autor: Michael Wulfes, ARD
- 2012: Till Brönner, Autor: Michael Wulfes, ARD
- 2012: Michael Jackson, Autor: Michael Wech, ARD
- 2012: Gegen die Wand – Burnout, Autoren: Manfred Baur, Hannes Schuler, Arte
- 2013: Die Wagners und Bayreuth – Eine deutsche Geschichte, Autor: Michael Strauven, ARD
- 2015: Terra X: Marco Polo – Entdecker oder Lügner?, Regie: Gabriele Wengler, ZDF[29]
- 2015: Mückenalarm –  Invasion der Plagegeister, Autor: John A. Kantara, ARTE[30]
- 2017: Kampf ums Blut, Autor: Carsten Binsack, ARTE[31]
- 2017: Die Silicon Valley Revolution – Wie ein paar Freaks die Welt veränderten, Autor: Jan Tenhaven[32]

## Projekt: Videoplattform dbate
Auf der Videoplattform dbate.de werden Medieninhalte, die verteilt im Internet zu finden sind, themenbezogen gesammelt und journalistisch aufgearbeitet. Trotz der Möglichkeiten des Internets, ereignisnah zu publizieren, liegt der Anspruch der Macher von dbate darin, die seriöse Überprüfung der Geschichten einer schnellen Veröffentlichung vorzuziehen. Oft wird versucht, die Macher hinter den gefundenen Materialien ausfindig zu machen und dann über Online-Mittel wie z. B. einem Skype-Interview ergänzende Informationen einfließen zu lassen. Weitere wichtige Elemente dieser Plattform sind die veröffentlichten Videotagebücher von Augenzeugen und die Einbeziehung der Zuschauer, die aktiv in die Debatte via moderierter Kommentarfunktion eingreifen sollen, oder eigenes Material einschicken können.

## Auszeichnungen
- Auszeichnung der Deutschen Akademie für Fernsehen, 2018[33]
- Deutscher Fernsehpreis, 2018[34]
- Journalistenpreis Informatik, 2017[35]
- Georg von Holtzbrinck Preis für Wirtschaftspublizistik, 2016[36]
- Georg von Holtzbrinck Preis für Wirtschaftspublizistik, 2015[37]
- Georg von Holtzbrinck Preis für Wissenschaftsjournalismus, 2014[38]
- Otto Brenner Preis für kritischen Journalismus, 2013[39]
- Deutscher Fernsehpreis, 2012[40]
- Deutsch-Französischer Journalistenpreis, 2012[41]
- Deutscher Journalistenpreis für Luft- und Raumfahrt, 2012[42]
- Friedrich Vogel-Preis für Wirtschaftsjournalismus, 2011[43]
- Medienpreis des Deutschen Bundestages, 2010[44]
- IFD-Medienpreis, 2010[45]
- Silberne Victoria, Internationale Wirtschaftsfilmtage, Wien, 2010[46]
- Deutscher Wirtschaftsfilmpreis, 2009[47] und 2017[48]
- Herbert-Quandt-Medien-Preis, 2009[49]
- Special Jury Award Worldfest Houston, 2009
- Columbus-Preis in Bronze, 2006
- Hans-Klein-Medienpreis, 2005
- Robert-Geisendörfer-Preis, 2003[50]
- New York Festivals, Finalist Award 2002